# آرکولا (ایندیانا)
آرکولا (به انگلیسی: Arcola) یک منطقهٔ مسکونی در ایالات متحده آمریکا است که در شهرستان آلن، ایندیانا واقع شده‌است. آرکولا ۲۵۶٫۹۵ متر بالاتر از سطح دریا واقع شده‌است.